# Toyah (Texas)
Toyah es un pueblo ubicado en el condado de Reeves, Texas, Estados Unidos. Tiene una población estimada, a mediados de 2022, de 60 habitantes.

## Geografía
La localidad está ubicada en las coordenadas 31°18′45″N 103°47′41″O / 31.31250, -103.79472. Según la Oficina del Censo de los Estados Unidos, tiene una superficie de 4.20 km², correspondientes en su totalidad a tierra firme.

## Demografía
Según el censo de 2020, en ese momento había 61 personas residiendo en la localidad. La densidad de población era de 14.52 hab./km². El 52.46% de los habitantes eran blancos, el 19.67% eran de otras razas y el 27.87% eran de una mezcla de razas. Del total de la población, el 54.10% eran hispanos o latinos de cualquier raza.